# Kyuss/Queens of the Stone Age
Kyuss/Queens of the Stone Age – split EP wydana w grudniu 1997 roku. Pierwsze trzy utwory na płycie zostały nagrane przez Kyuss, kolejne trzy przez Queens of the Stone Age. Na płycie znalazł się cover utworu Black Sabbath "Into the Void" z albumu Master of Reality. "If Only Everything" to wczesna wersja utworu "If Only", który pojawił się na debiutanckim albumie Queens of the Stone Age. "Born to Hula" w nagranej na nowo wersji został umieszczony jako b-side na singlu "Lost Art of Keeping a Secret" i później na kompilacji Stone Age Complications EP; w wersji ze split EP w chórkach śpiewa John Garcia. "Spiders and Vinegaroons" został użyty jako podkład w menu wydawnictwa DVD/CD, Over the Years and Through the Woods. "Fatso Forgotso" i "Fatso Forgotso Phase II (Flip the Phase)" dostępne są na albumie Kyuss Muchas Gracias: The Best of Kyuss.

## Spis utworów
1. "Into the Void" – 8:00 (Butler/Iommi/Osbourne/Ward)
2. "Fatso Forgotso" – 8:33 (Reeder)
3. "Fatso Forgotso Phase II (Flip the Phase)" – 2:17 (Homme)
4. "If Only Everything" – 3:32 (Homme)
5. "Born To Hula" – 5:05 (Homme)
6. "Spiders and Vinegaroons" – 6:24 (Homme)